# Collezione Vandeneynden

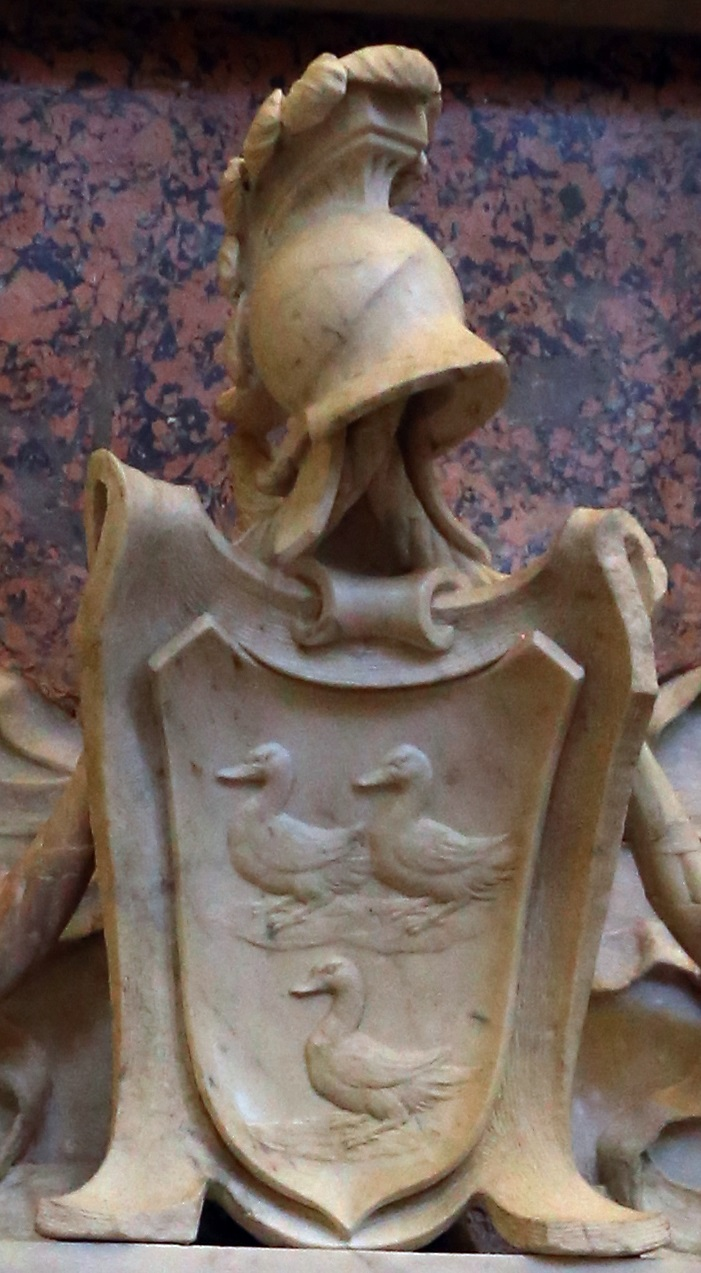
Lo stemma dei Vandeneynden con le tre anatre (in fiammingo eynden significa per l'appunto "anatre")

La collezione Vandeneynden o Van den Eynde era una collezione di opere d'arte nata e appartenuta alla nobile famiglia fiamminga dei Vandeneynden (o Van den Eynden o anche Van den Eynde o, ancora, Vandeneyde), ricchi mercanti attivi a Napoli nel XVII secolo.
La raccolta nacque nel corso del Seicento tra Roma e Napoli rispettivamente con i fratelli Ferdinand e Jan Vandeneynden, per poi proseguire unicamente nel ramo napoletano per il tramite del figlio di quest'ultimo, Ferdinando, I marchese di Castelnuovo, fin quando la collezione non fu smembrata e dispersa tra svariate collezioni private d'Europa intorno ai primi dell'Ottocento.
Assieme alla collezione di Gaspar Roomer (da cui fu ereditato un cospicuo numero di opere d'arte), alla collezione d'Avalos e a quella Filomarino, fu una delle più ricche e prestigiose raccolte d'arte della Napoli del Seicento.

## Storia

### La famiglia Vandeneynden: i fratelli Jan e Ferdinand
La famiglia Vandeneynden stabilì i suoi legami con la città di Napoli a partire dal 1611-1612 allorquando Jan, un mercante fiammingo estremamente facoltoso giunto a Napoli da Anversa, divenne uno degli uomini più ricchi della città mediante il commercio con le Fiandre e la sua attività di banchiere. Jan divenne contemporaneamente proprietario di una delle più grandi collezioni d'arte presenti in città e, con molta probabilità, di tutto il regno napoletano.
Il fratello di Jan, Ferdinand Vandeneynden, non si stabilì mai a Napoli, ma passando per Venezia e Genova fu invece particolarmente attivo a Roma dal 1626, anno in cui si stabilì in città trovando fortuna nel commercio anche di opere d'arte. I Vandeneynden erano imparentati con importanti artisti olandesi come Jode, Lucas, Jan de Wael, Jan Brueghel il Vecchio, di gli ultimi due era cognato, e di conseguenza Jan Brueghel il Giovane e Cornelis de Wael, che erano nello nipoti proprio di Ferdinand.
Alla morte di Ferdinand questi fu sepolto nel 1630 nella chiesa di Santa Maria dell'Anima, la cui tomba monumentale, scolpita da François Duquesnoy, ebbe particolari elogi sia dagli artisti contemporanei sia da quelli posteriori (Rubens in particolare ne apprezzò particolarmente i due putti scolpiti), parte della sua collezione passò in eredità al fratello Jan. Quest'ultimo intanto trovò successo finanziario a Napoli grazie anche al sodalizio con il socio connazionale e amico in affari Gaspar Roomer, attivo a Napoli dal 1616, con cui a partire dal 1636 avviò un'impresa attiva negli scambi commerciali di merci, tessuti, materie prime e anche opere d'arte, dalle Fiandre alla penisola italiana, nonché prestiti economici e noleggio di navi per lo Stato spagnolo e per il vicereame.

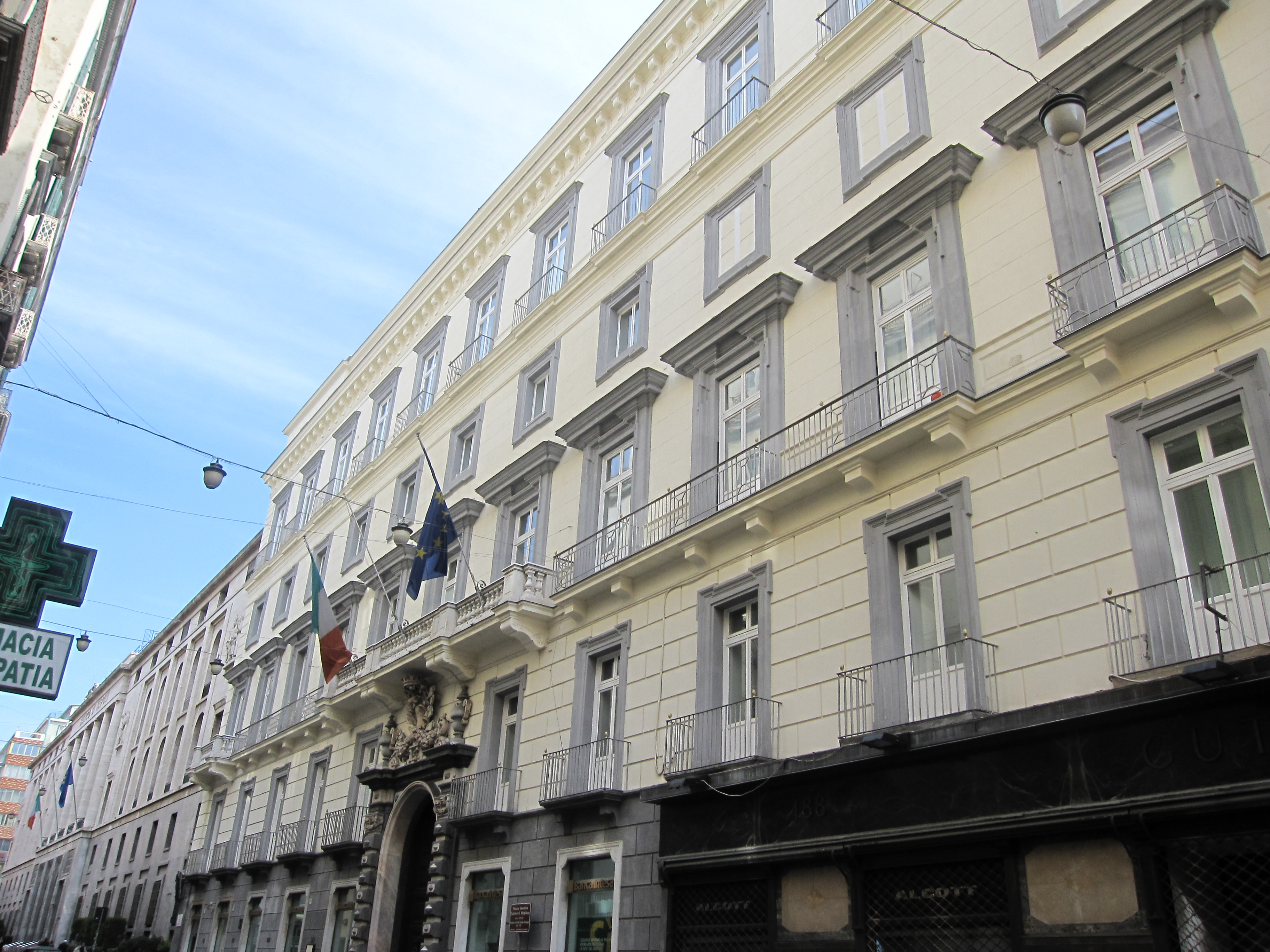
Il palazzo Zevallos a via Toledo, che diventerà poi dei Vandeneynden e successivamente dei Colonna di Stigliano

Tra il 1659 e il 1663 Jan era in forte espansione economica: perfezionò quindi l'acquisto dell'attuale palazzo Zevallos, di proprietà della famiglia spagnola Francesco Ceballos, con il cui padre, Giovanni, era in rapporti lavorativi, essendone il procuratore, e successivamente al 1663 avviò importanti lavori di abbellimento degli interni, curati da Bonaventura Presti, che scolpì anche lo stemma di famiglia sopra il portale d'ingresso. Sempre sotto la guida del Presti avviò inoltre i lavori alla cappella gentilizia (oggi distrutta) che acquistò nella chiesa di Sant'Anna di Palazzo.
In questo contesto Jan riuscì a mettere in campo un'ascesa sociale che fece in modo da posizionare la famiglia Vandeneynden tra gli alti ranghi dell'aristocrazia partenopea, riuscendo a combinare anche i matrimoni dei suoi quattro figli (un maschio e tre femmine) con personalità della nobiltà locale. Le tre figlie femmine, Caterina, Teresa e Giovanna, si sposarono rispettivamente con il nobile nolano Mario Mastrilli, nel 1654, con Gregorio Gallo de Velasco, consigliere spagnolo e con Giovanni de Gennaro, nobile napoletano.
Per il suo unico figlio maschio, Ferdinando, Jan acquistò un titolo nobiliare, quello di marchese di Castelnuovo, mentre il matrimonio gli fu combinato con Olimpia Piccolomini, membro della famiglia aristocratica di origine senese-romana. Alla morte di Jan avvenuta nel 1671 tutti i beni familiari furono ereditati da Ferdinando, che fu di fatto l'unico continuatore della dinastia Vandeneynden.

### Le commissioni artistiche
Con Ferdinando si conclusero i lavori di restauro del palazzo in via Toledo avviati dal padre e si diede l'incarico di costruire, tra il 1671 e il 1674, la monumentale villa sul Vomero, progettata anch'essa dall'architetto Bonaventura Presti che di fatto assunse il ruolo di architetto di casa Vandeneynden, mentre nel salone centrale fu richiesta la decorazione con affreschi di Luca Giordano.

Non si sa per certo a chi tra Jan e Ferdinando spettasse la titolarità delle singole commesse riguardanti le opere della collezione. Di certo si sa che a Jan, uomo d'affari e mecenate attivo nello "spostare" opere fiamminghe in terra italiana e viceversa, spettano le commesse avviate intorno agli anni '40 del Seicento ad autori fiamminghi (Rubens e Van Dyck) e per lo più classicisti di ambito romano (Andrea Sacchi, Poussin, Romanelli, Vouet e altri). A Ferdinando, invece, uomo attento all'arte e di cultura particolarmente apprezzato dai salotti della città, si deve con ogni probabilità l'ingresso nella raccolta Vandeneynden di una serie di quadri di pittori attivi a Roma in particolare appartenenti alla corrente neoveneta e formazione bolognese, come Annibale Carracci (individuato tra l'altro nella Scena comica con bambino in maschera oggi al Fitzwilliam Museum di Cambridge e in un'altra tela, poi assegnata a Francesco Albani, con la Madonna in gloria con santi, oggi nella basilica dell’Incoronata Madre del Buonconsiglio di Napoli).

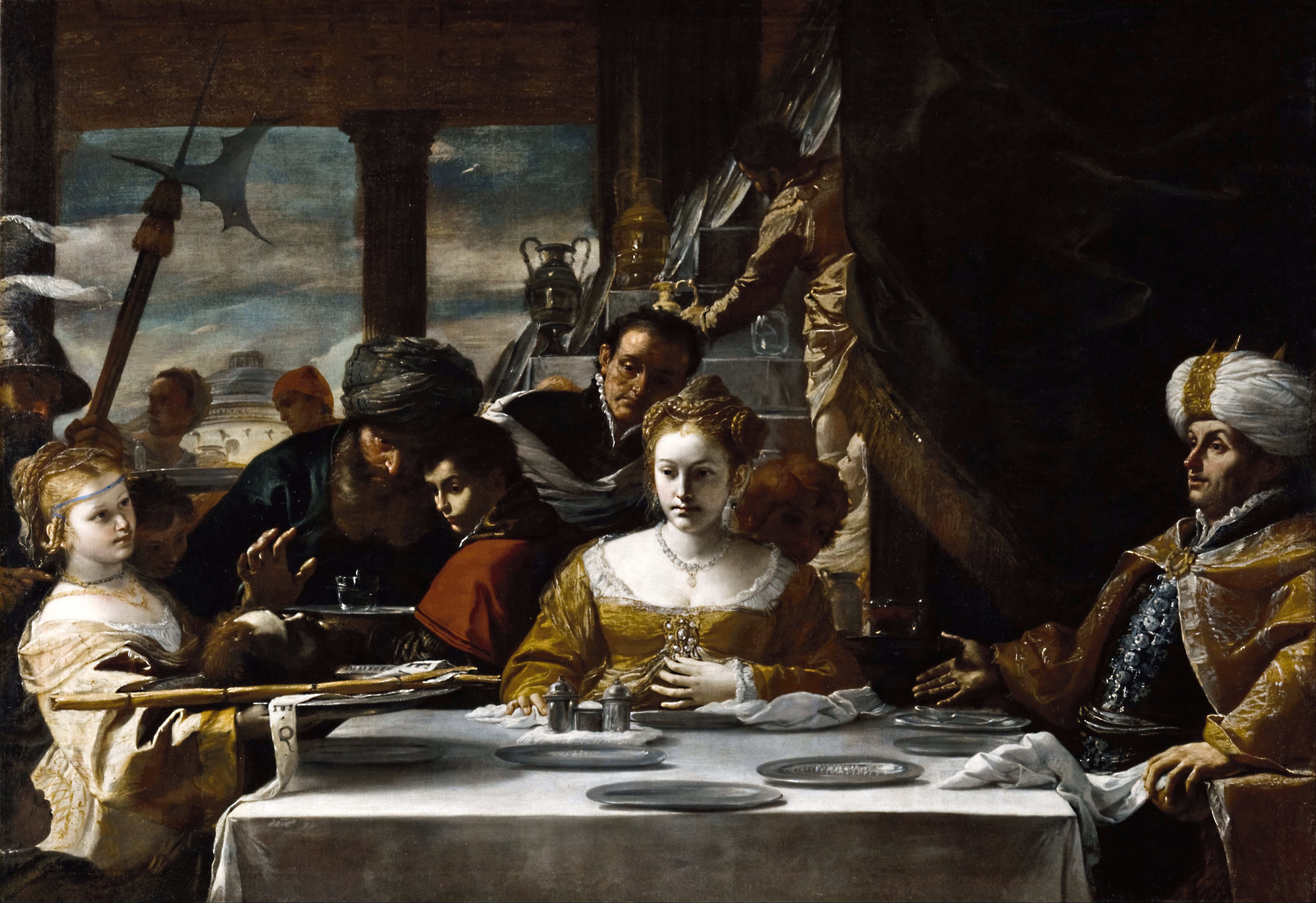
Banchetto di Erode, Mattia Preti

Con Ferdinando la collezione ebbe un notevole arricchimento di opere anche di estrazione napoletana, alcune dei maggiori autori del barocco locale. Ferdinando riuscì a stabilire infatti forti legami lavorativi sia con Luca Giordano sia con Mattia Preti, i quali assunsero in una posizione di pittori di casa Vandeneynden, ricevendo entrambi numerose commissioni (circa una decina a testa).
Il pittore calabrese, che ebbe elogi dal marchese Ferdinando per una sua Nozze di Cana ammirata in casa dell'amico connazionale e socio in affari (suo ma in particolar modo di suo padre Jan) Gaspar Roomer, eseguì per il Vandeneynden diverse opere, tra cui il Banchetto di Erode, compiuto su modello di quello di Rubens, che all'epoca era anch'esso in casa Roomer, il San Giovanni Battista che rimprovera Erode, la Decollazione di san Giovanni Battista, il Martirio di san Bartolomeo, una Predica di Erode, un Cristo e l'adultera e un Ricco Epulone.

### L'acquisizione di alcuni quadri della collezione di Gaspar Roomer (1674)
Uno sviluppo massiccio della collezione di Ferdinando, in termini sia quantitativi sia qualitativi, si ebbe grazie al lascito di Gaspar Roomer, morto nel 1674, che diede in eredità alla famiglia Vandeneynden una esigua parte della sua collezione di dipinti. La parte di opere della collezione Roomer confluita in quella Vandeneynden, in origine particolarmente corposa, forse la più notevole della città che contava più di mille dipinti, all'epoca anche più prestigiosa di quella Vandeneynden, si componeva di un catalogo di tele che contava venti quadri, i quali si andarono ad aggiungere ad altri cinquanta donati in precedenza.
I dipinti che traslarono dalla collezione Roomer includevano capolavori assoluti della pittura barocca europea, come il Sileno ebbro di Ribera,oggi a Capodimonte, il Banchetto di Erode di Rubens, oggi a Edimburgo, la Sacra famiglia di Nicolas Poussin, oggi a New York, il Riposo durante la fuga in Egitto di Aniello Falcone, che nello specifico fu donato da Roomer alla moglie di Ferdinando, Olinda (o Olimpia) Piccolomini, il Sacrificio di Mosè di Massimo Stanzione, le due scene di martirio di Mattia Preti, quelli di san Paolo e san Pietro, e le Nozze di Cana dello stesso autore.
Nel testamento redatto dal Roomer l'anno prima di morire questi dava il consenso all'amico Ferdinando di potersi scegliere prima della sua scomparsa un numero di cinquanta tele dalla sua collezione; pertanto il fatto che, al momento della morte di Gaspar, nel suo inventario post-mortem non figurassero né il Sileno ebbro né il Banchetto di Erode, lascia presupporre che il Vandeneynden abbia scelto già prima della scomparsa del socio di accaparrarsi proprio i due dipinti che probabilmente erano i più prestigiosi della collezione Roomer.

Alcune opere già in collezione Roomer confluite in quella Vandeneynden
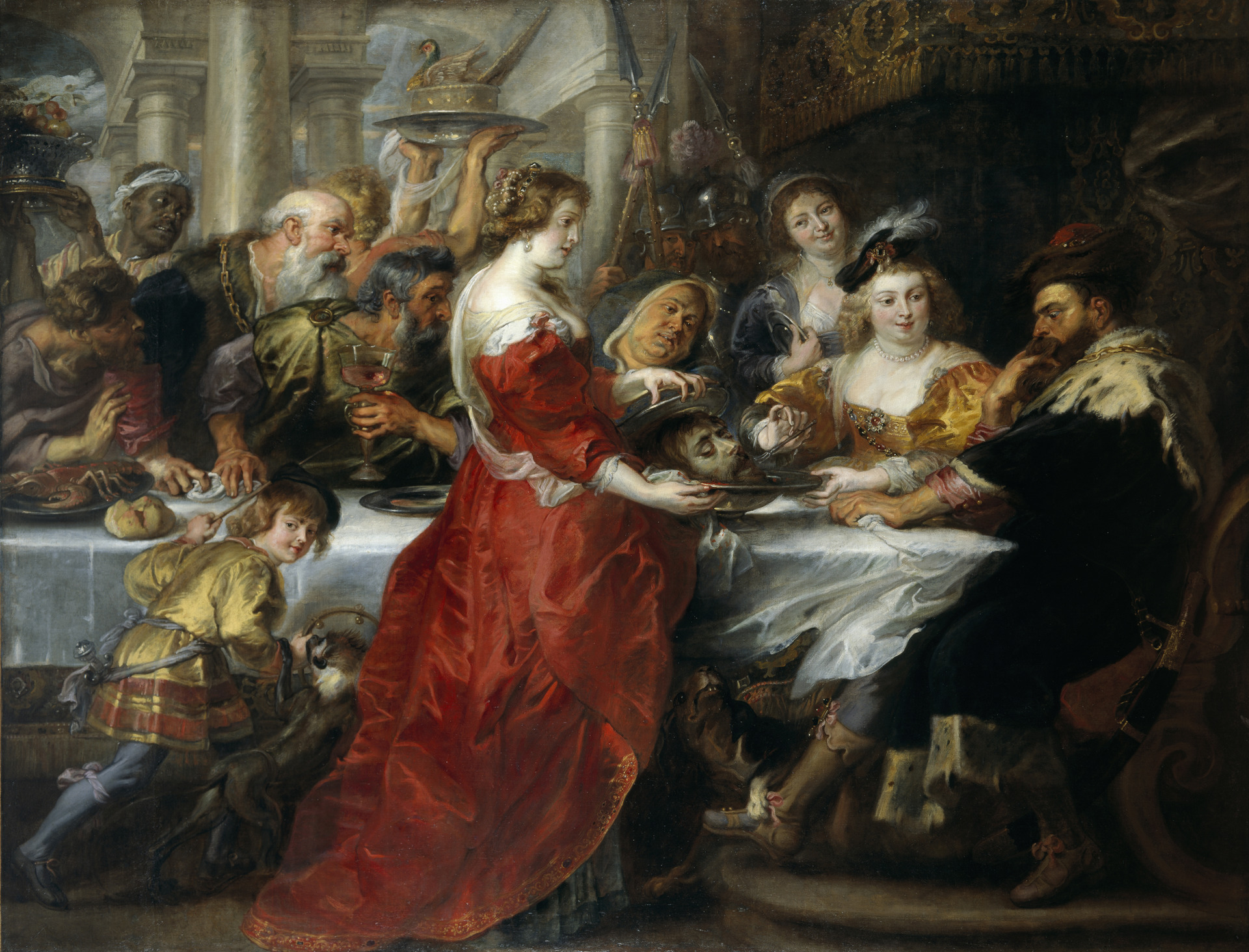
Banchetto di Erode, Peter Paul Rubens
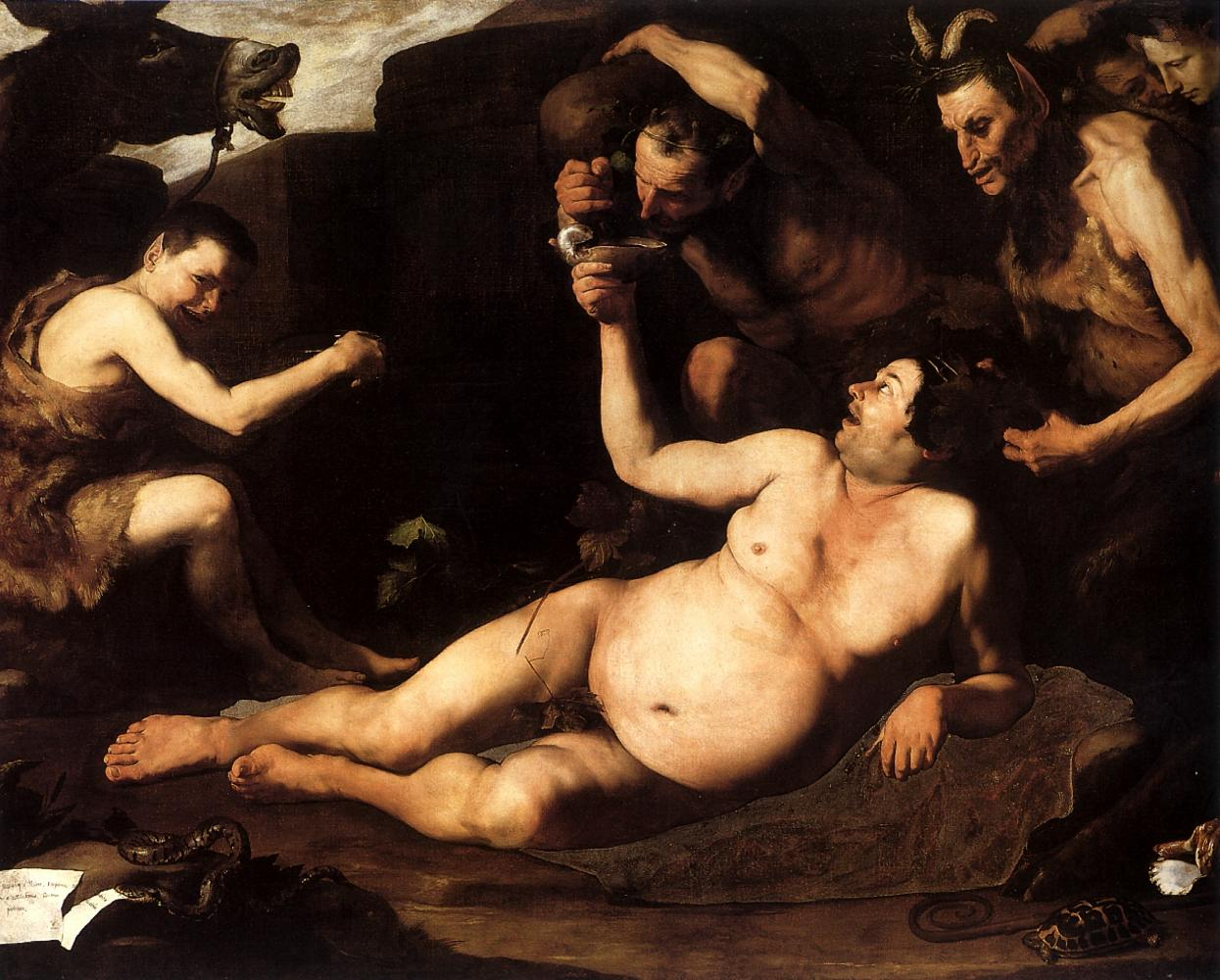
Sileno ebbro, Jusepe de Ribera
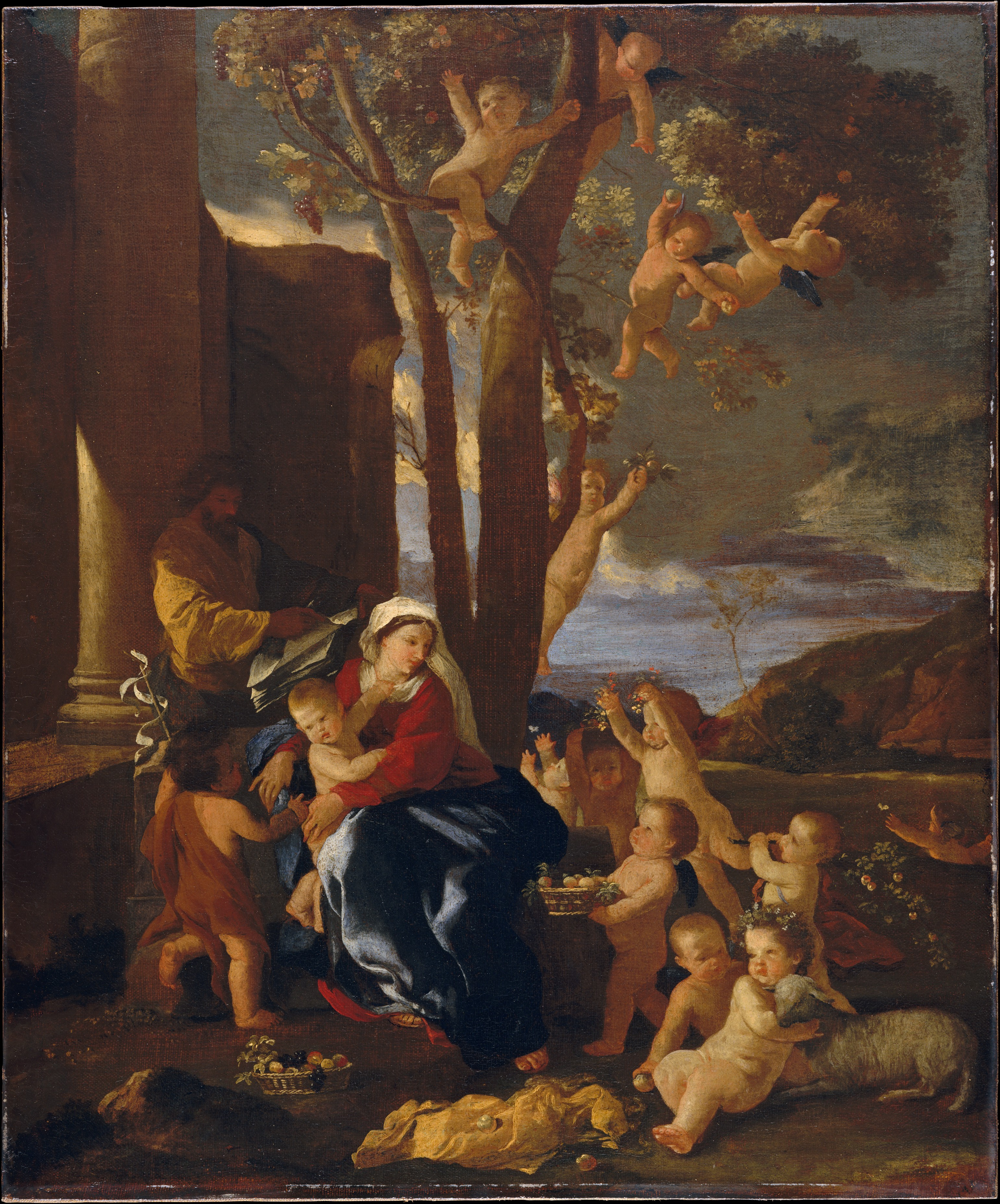
Riposo durante la fuga in Egitto, Nicolas Poussin
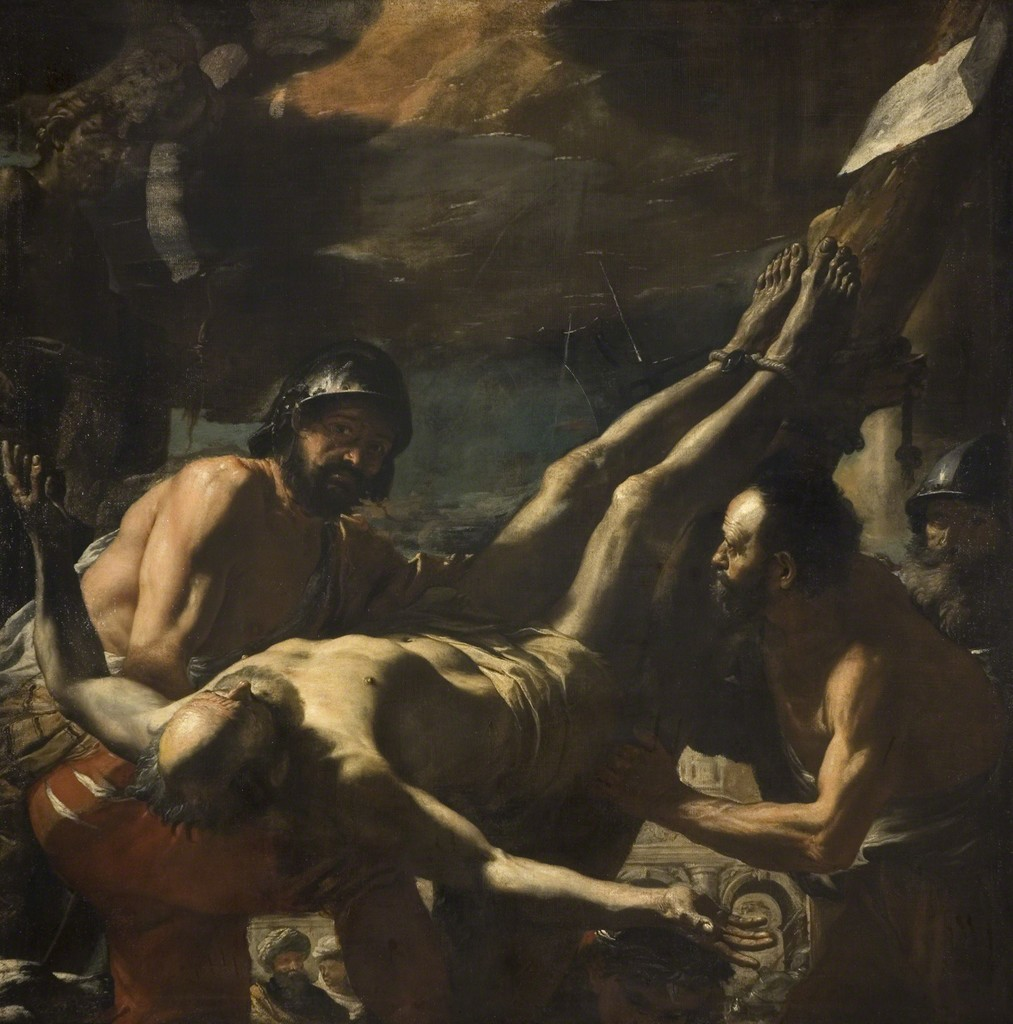
Crocifissione di san Pietro, Mattia Preti
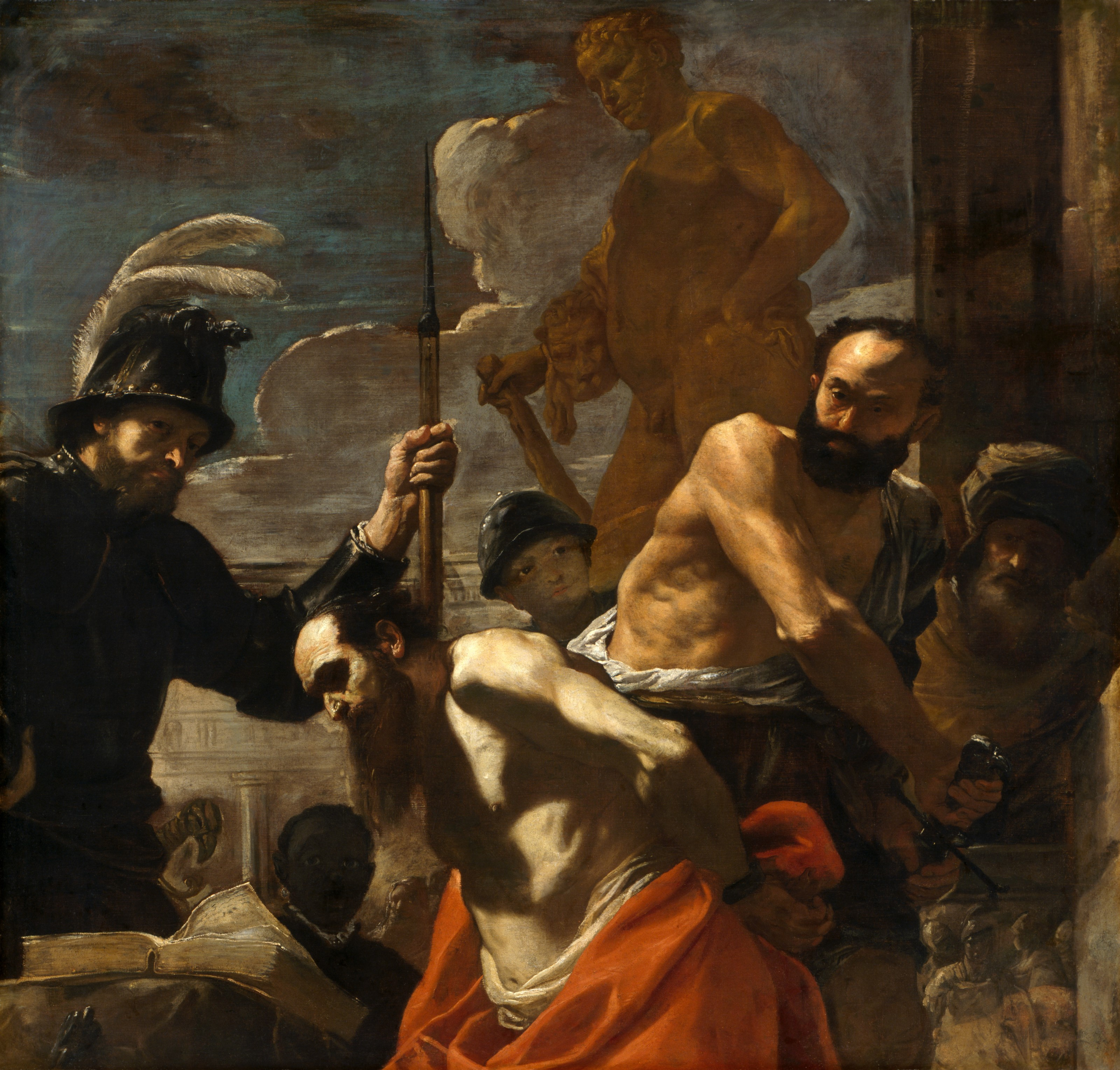
Martirio di san Paolo, Mattia Preti
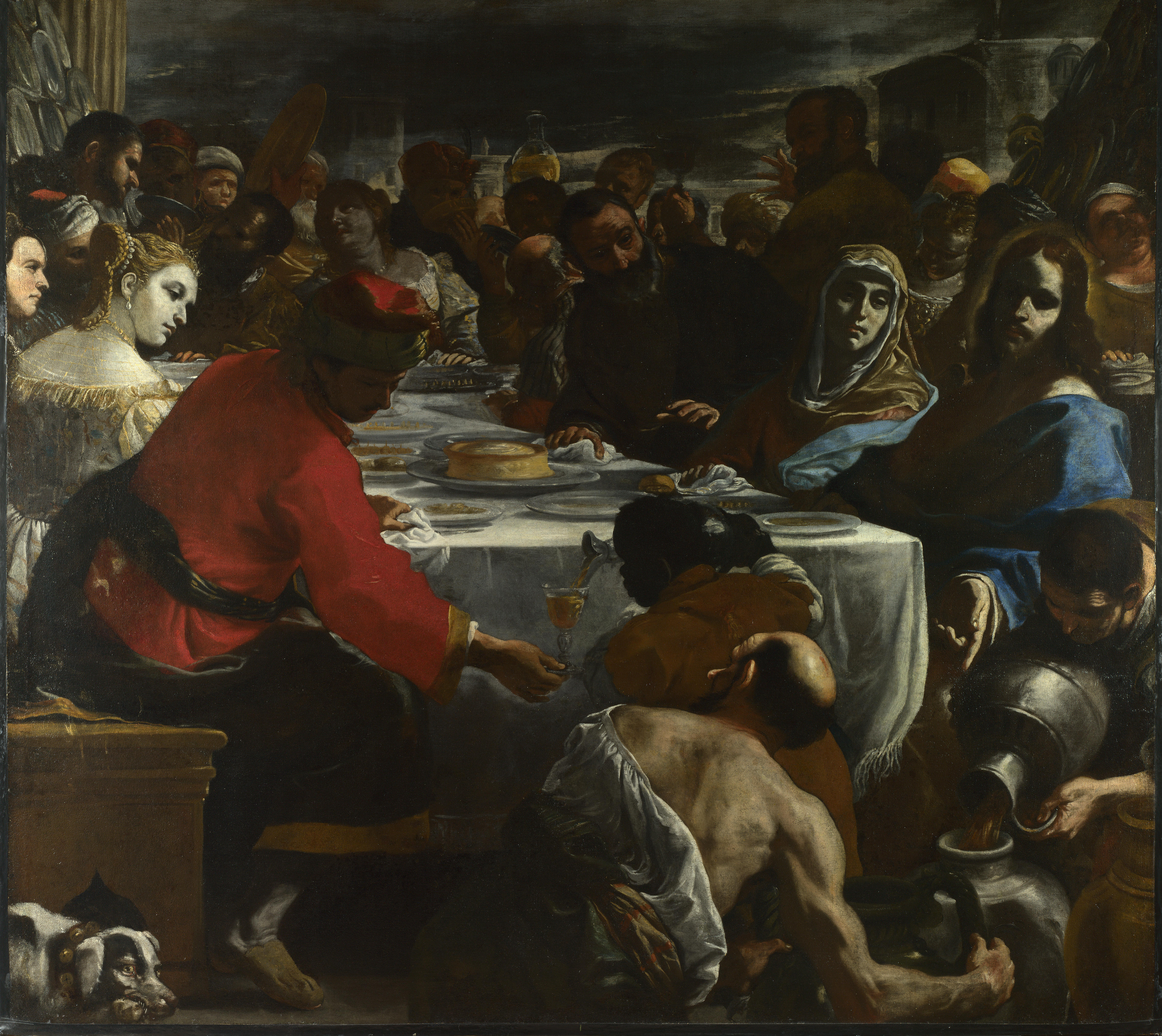
Nozze di Cana, Mattia Preti
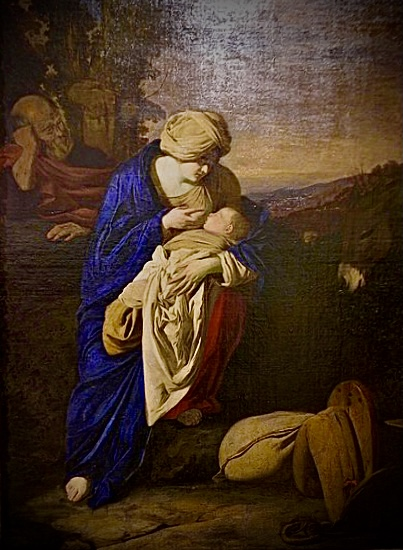
Riposo durante la fuga in Egitto, Aniello Falcone
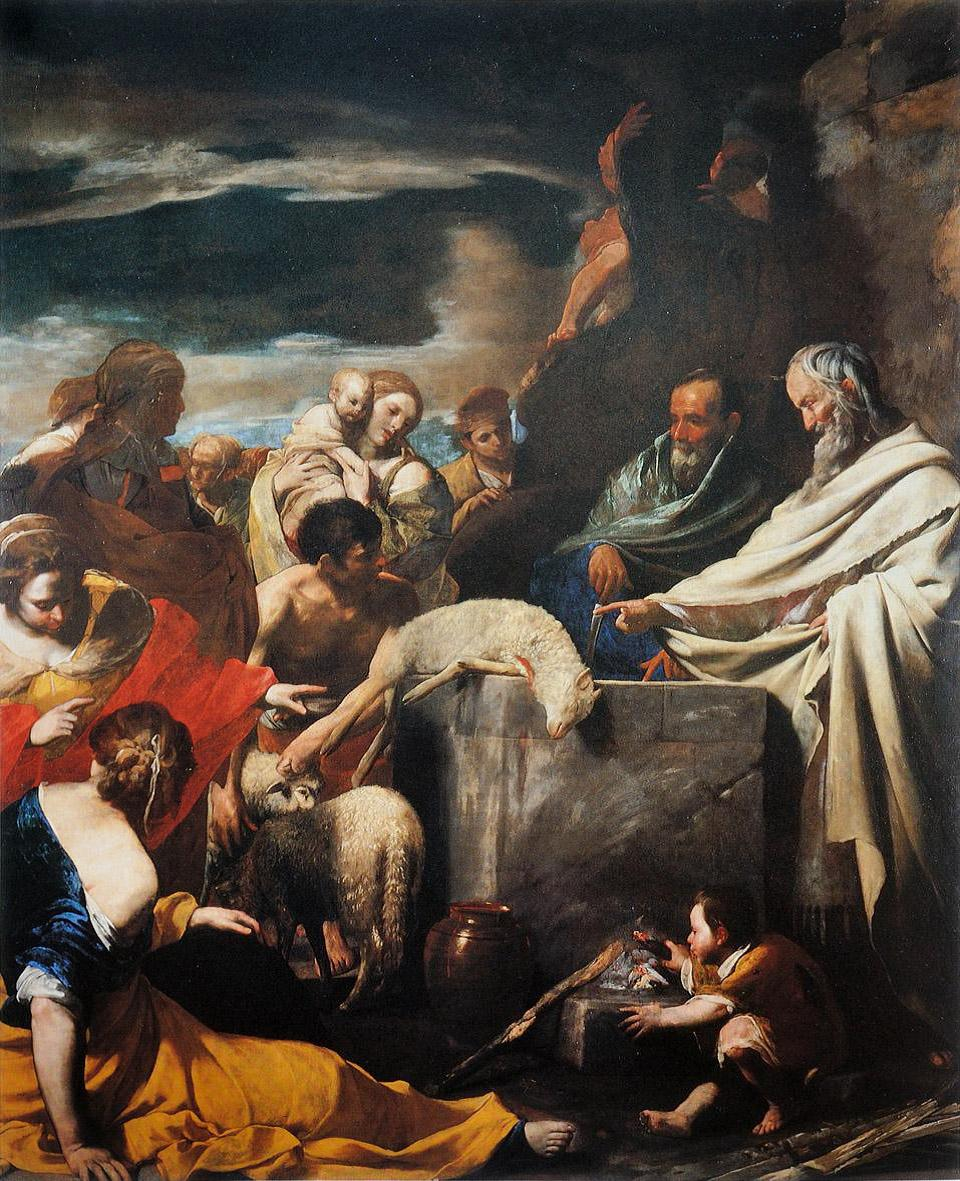
Sacrificio di Mosè, Massimo Stanzione

### La morte di Ferdinando (1674)
Ferdinando Vandeneynden, che era di salute cagionevole, morì di tisi il 3 luglio 1674, pertanto la collezione fu dapprima ereditata dalla moglie Olinda Piccolomini, poiché le tre figlie erano ancora bambine, e poi successivamente (nel 1688, in occasione delle loro nozze) frazionata tra loro, Giovanna (1672-1716), Elisabetta (1674-1743) e Caterina (affetta da un'infermità mentale che la portò a una prematura scomparsa nei primi anni del Settecento).

### L'inventario del 1688
Contestualmente alle nozze di due delle tre figlie avvenute nel 1688, Luca Giordano fu incaricato di redigere l'inventario dei beni che furono di Ferdinando Vandeneynden per distribuirlo come dote nunziali: suddiviso in tre sezioni, il catalogo registra un numero elevatissimo di pezzi di proprietà tra mobilia, oggetti, arti minori e circa trecento dipinti.

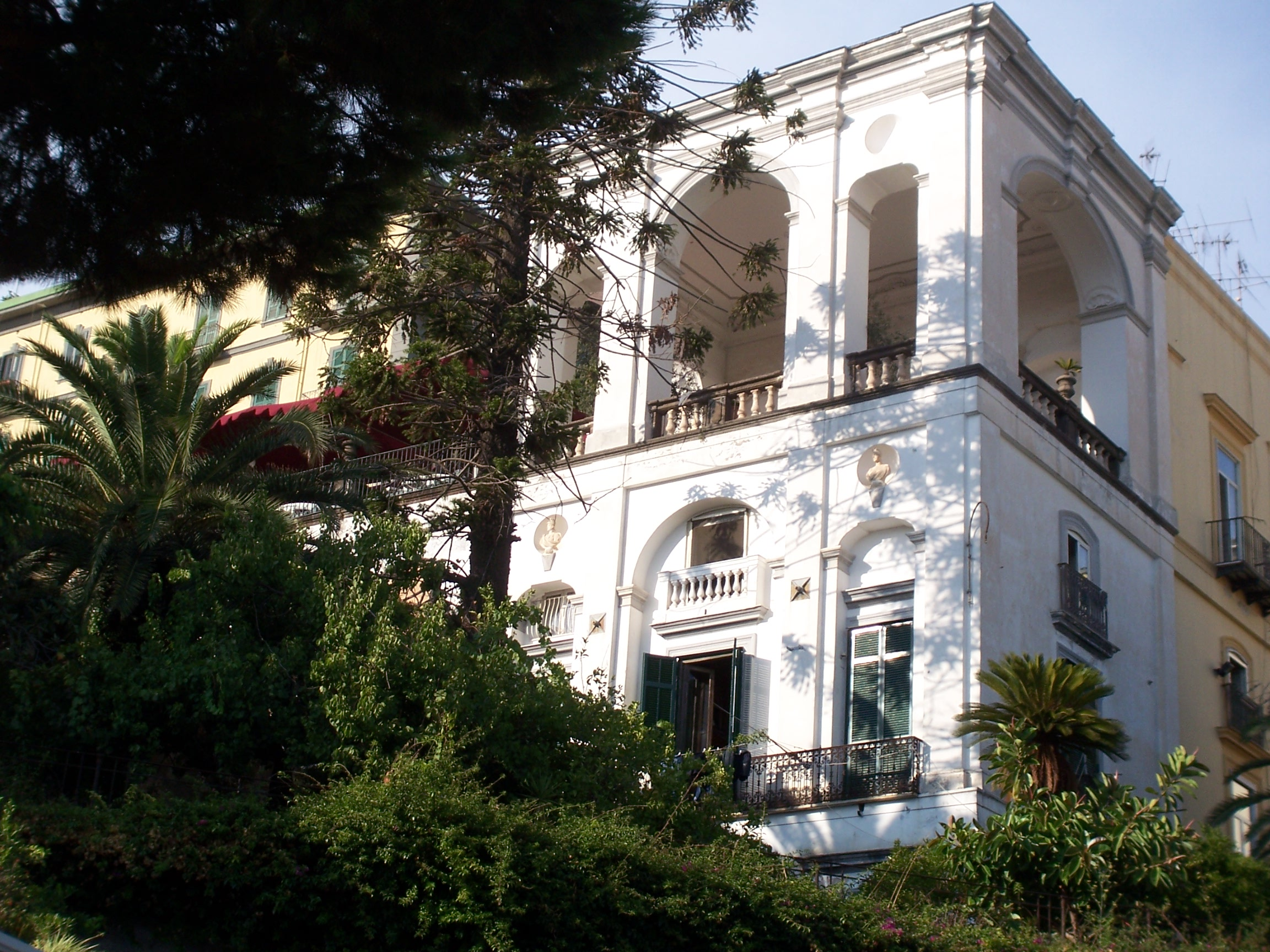
Villa Carafa Belvedere al Vomero, già Villa Vandeneynden. Morto Ferdinando la villa fu ereditata dalla figlia Elisabetta prendendo cosi il nome del marito Carlo Carafa, fatto sposo nel 1688.

L'inventario menziona, in maniera talvolta approssimativa per quei dipinti di provenienza fiamminga che il Giordano probabilmente poco conosceva, opere di Leonard Bramer, Giacinto Brandi, Jan van Boeckhorst, Gerard van der Bos, Jan Brueghel il Vecchio, Viviano Codazzi, Jacques Duyvelant, Annibale Carracci, Guercino, David de Haen, Pieter van Laer, Jan Miel, Cornelius van Poelenburch, Cornelis Schut, Goffredo Wals, Caravaggio, Bartolomeo Passante, Mattia Preti, Peter Paul Rubens, Carlo Saraceni, Massimo Stanzione, Jusepe de Ribera, Luca Giordano, Van Dyck, Simon Vouet, Pieter de Witte, numerose nature morte di Paolo Porpora, Luca Forte e Abraham Brueghel, e paesaggi e battaglie di altri maestri, come Salvator Rosa e Aniello Falcone.

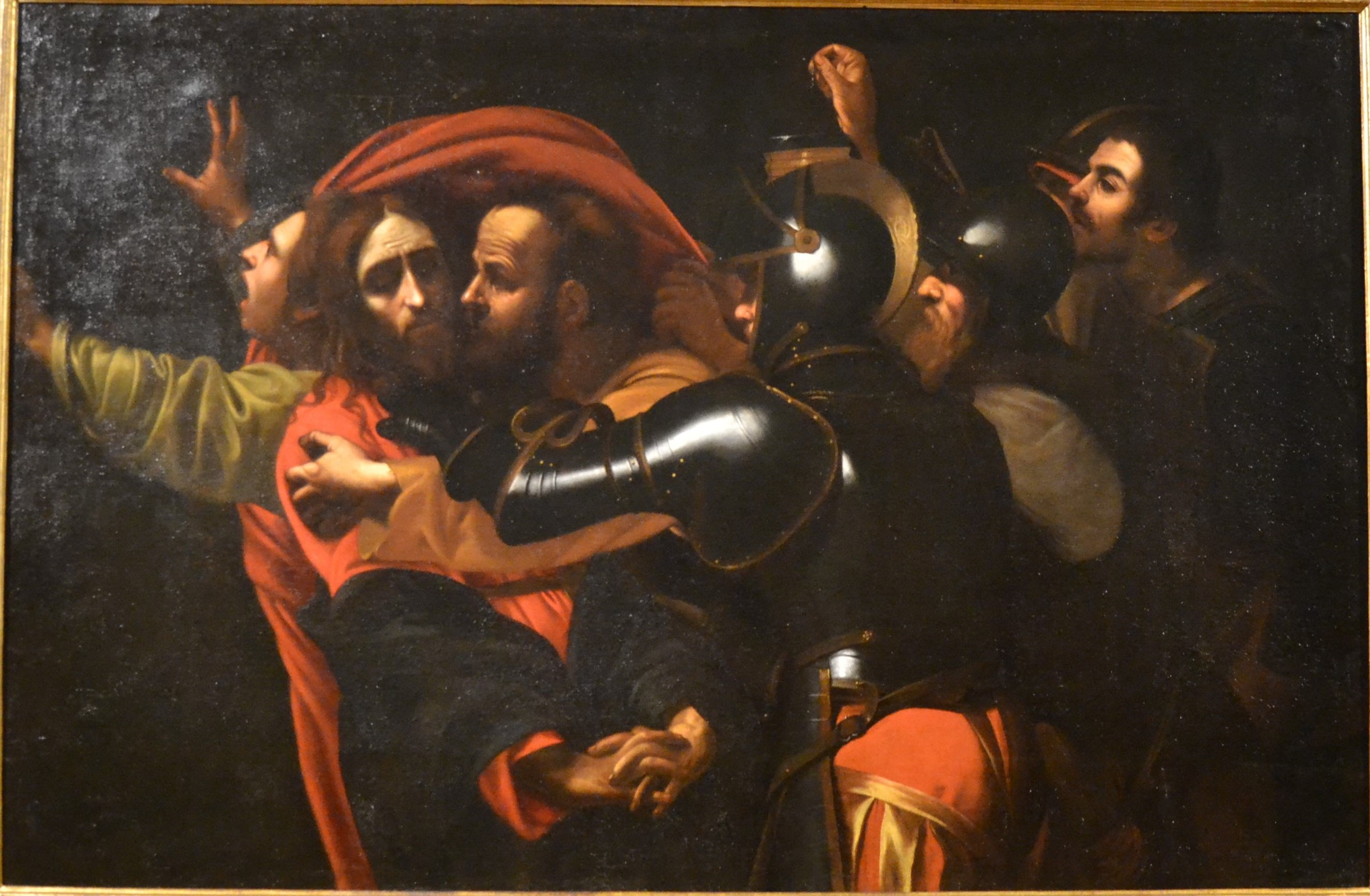
Cristo nell'orto, attribuito aCaravaggio, collezione privata di Roma (secondo parte della critica di possibile provenienza Vandeneynden)

L'elenco del Giordano risulta particolarmente importante perché da questo si evince anche il valore in termini economici riconosciuto ad ogni singolo quadro. In termini assoluti i dipinti di maggior valore erano, in ordine decrescente, quello di Rubens, il Banchetto di Erode, stimato per 2.000 ducati, il Sileno ebbro, del Ribera, valutato 1.000 ducati, la Madonna col Bambino in gloria con i santi Andrea, Pietro, Paolo e Francesco d'Assisi assegnata ad Annibale Carracci (poi in tempi moderni ricondotta a Francesco Albani), valutata 800 ducati, la Fuga in Egitto di Nicolas Poussin, stimata per 500 ducati,  le tre tele ascritte alla mano di Caravaggio, la Flagellazione, l'Incoronazione di spine e il Cristo nell'orto, le prime due non identificate con i dipinti autografi oggi noti del Merisi, la terza viene identificata da una parte della critica con tra quelle già in collezione Mattei e attualmente in raccolta privata, anche se la tesi è controversa, valutate 400 ducati ciascuna, mentre il Banchetto di Erode di Mattia Preti fu stimato per 200 ducati.
Seguiva questo gruppo di tele un restante cospicuo numero di dipinti appartenuti a Luca Giordano, di cui un Apollo e Marsia valutato 100 ducati (non identificabile con la versione oggi al Museo di Capodimonte) e la Nascita di Venere valutata 300, ancora a Mattia Preti, di cui le tre tele con le storie del Battista e la Crocifissione di san Pietro, valutate 200 ducati cadauna, nonché a Guercino, di cui la Samaritana al pozzo del valore di 100 ducati, Massimo Stanzione, di cui il Lot e le figlie valutato 200 ducati, e Andrea Vaccaro, anch'egli molto presente nelle raccolte Vandeneynden con circa venti dipinti. I suddetti autori vedevano le loro opere con una valutazione che oscillava dai 50 ai 300 ducati. Un altro cospicuo numero era invece formato da pittori per lo più fiamminghi, mentre altre tele ancora costituivano copie da Guido Reni e Tiziano, valutate dai 10 ai 50 ducati.

Non tutte le opere presenti nell'inventario redatto da Giordano sono state tuttavia opportunamente identificate oggi; molte di queste infatti, seppur dettagliate nella descrizione scenica, non sono state ancora rintracciate e pertanto risultano di ignota ubicazione se non addirittura scomparse.

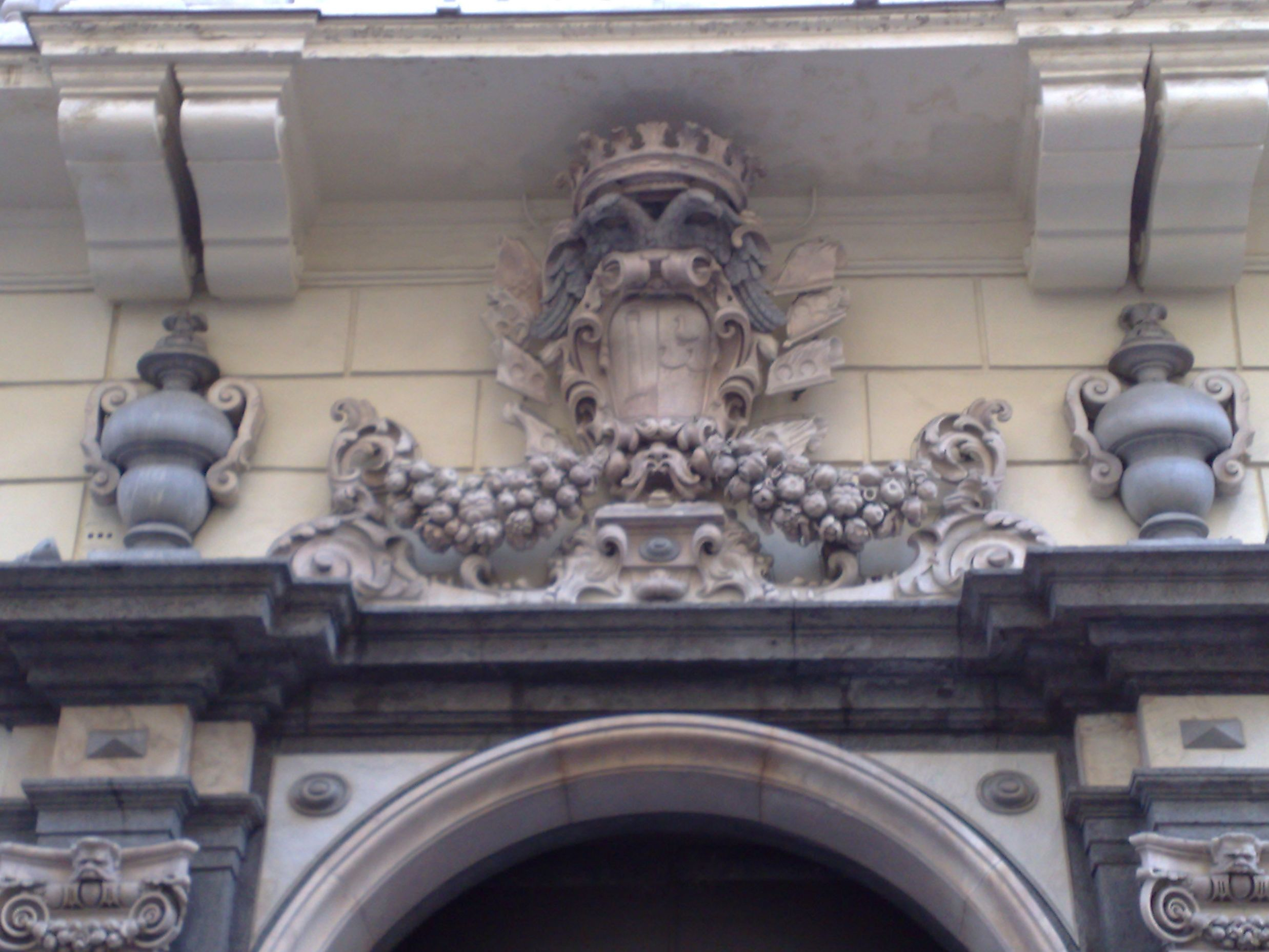
Lo scudo di palazzo Zevallos dopo il lascito a Giovanna, figlia di Ferdinando. Nella metà di sinistra è lo stemma dei Colonna (la colonna), a destra quello Vandeneynden (le tre papere).

### La collezione frazionata tra le famiglie Colonna di Sonnino e Carafa di Belvedere (1688)
Due delle tre figlie di Vandeneynden, Giovanna ed Elisabetta, sposarono nel 1688 (la prima a febbraio, la seconda ad aprile) gli eredi di due delle più potenti famiglie italiane, rispettivamente i Colonna e i Carafa, mentre la terza, Caterina, con problemi di salute mentale, rimase sotto la custodia della madre Olinda Piccolomini fino alla morte.
Fu proprio in occasione dei matrimoni di Elisabetta e Caterina che le eredità genitoriali vennero "sbloccate", infatti alle due sorelle andarono la maggior parte dei pezzi della collezione, mentre Caterina ricevette solo una parte marginale della stessa.
Giovanna sposò Giuliano Colonna, I principe di Sonnino, a cui venne dato in eredità palazzo Zevallos (che divenne Colonna), dove almeno fino al 1783 era ancora registrato in situ il Sileno ebbro di Ribera (mentre sul finire del Settecento è già nelle collezioni reali napoletane del palazzo Francavilla) ed il Cristo nell'orto del Caravaggio (oggi secondo parte della critica identificabile con quello in collezione privata romana) mentre Elisabetta sposò Carlo Carafa, III principe di Belvedere, VI marchese di Anzi e signore di Trivigno, a cui venne dato invece la villa al Vomero, che divenne appunto Carafa, dove fino al 1833 era registrata la tela del Banchetto di Erode di Rubens.
Una volta morta prematuramente Caterina, i suoi pochi pezzi ereditati (tra cui i due ovali di Salvator Rosa con scene di paesaggi e soldati), furono suddivisi tra Elisabetta e Giovanna.
La collezione Vandeneynden fu di fatto una delle rare (tra quelle napoletane) che non confluì interamente (per il tramite dei viceré che si avvicendavano a Napoli) nelle raccolte reali di Spagna. Una volta frazionatasi, col tempo i beni delle confluiti nelle famiglie Colonna e Carafa si dispersero tra le gallerie private d'Europa, perdendo definitivamente la loro integrità. L'ultimo inventario Colonna del 1796, redatto alla morte di Marcantonio, registra nel palazzo di via Toledo ancora svariati pezzi che furono della famiglia fiamminga, dei quali poi si perderanno le tracce dopo i moti rivoluzionari del 1799. 

## Elenco delle opere di sicura identificazione (non completo)

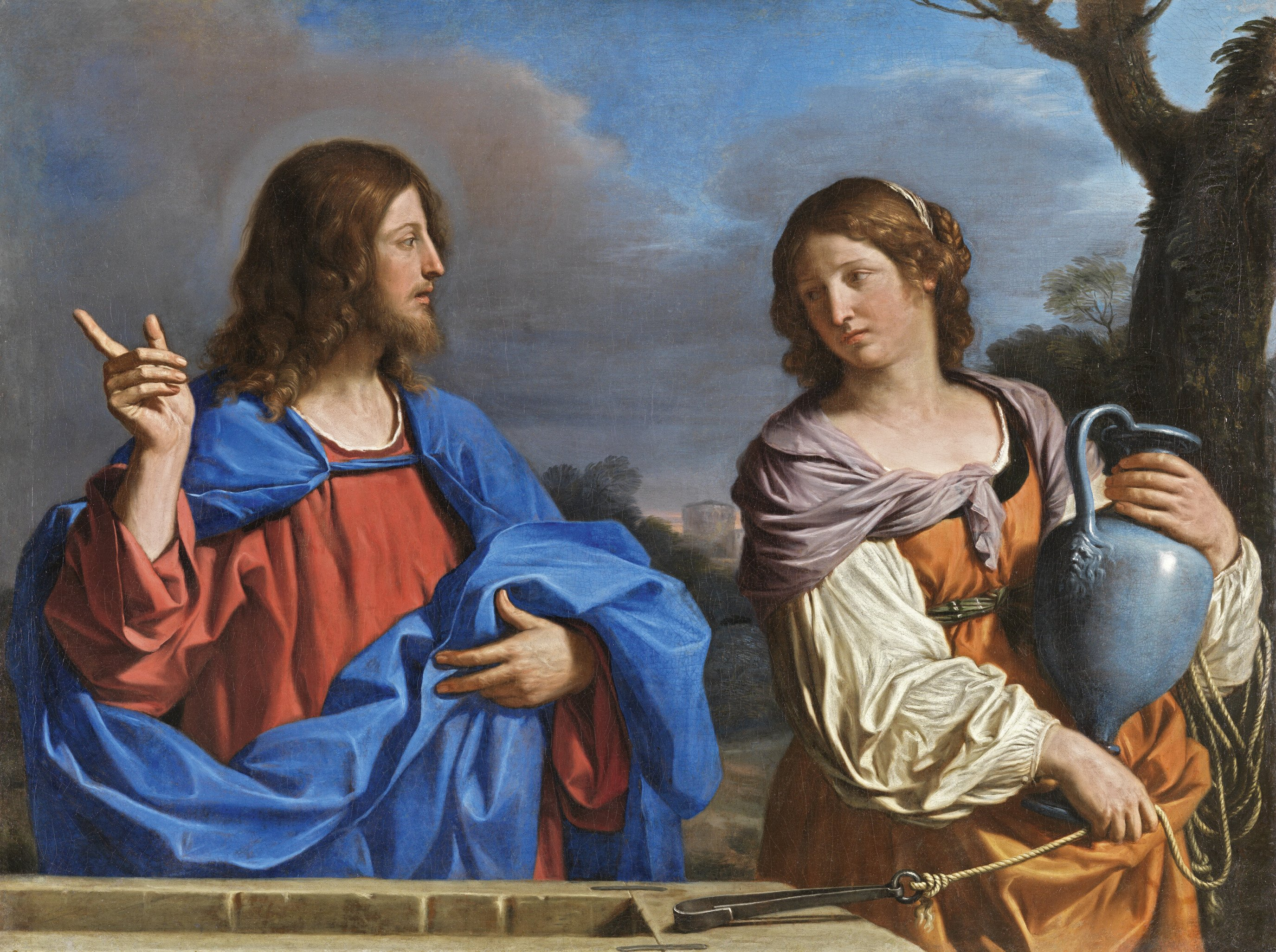
Cristo e la samaritana al pozzo, Guercino

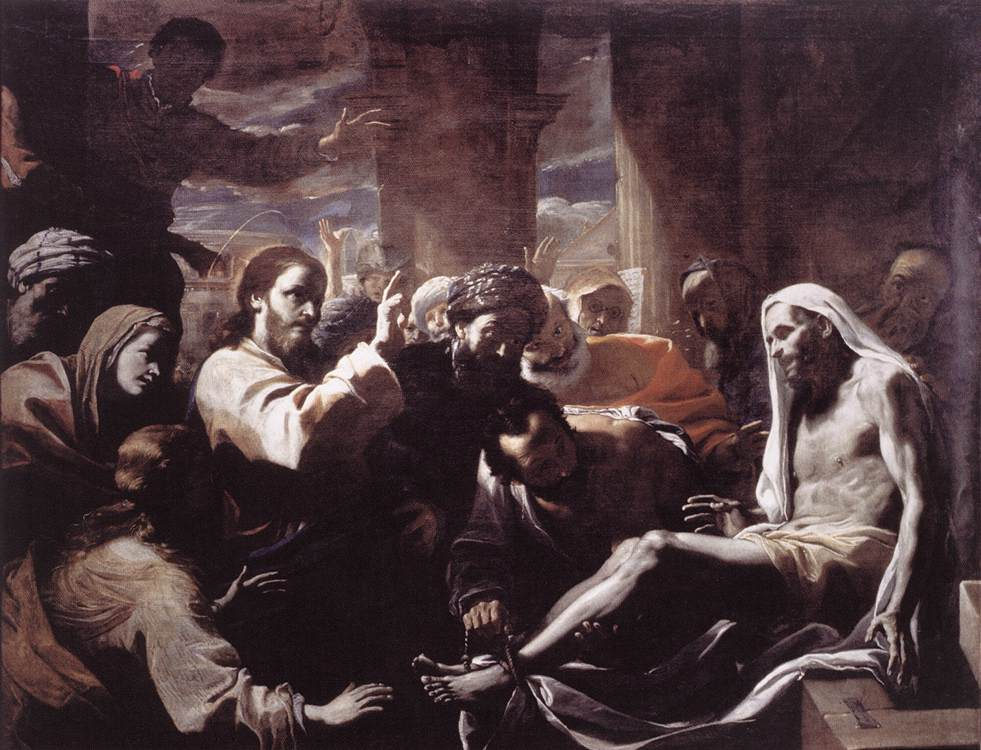
Resurrezione di Lazzaro, Mattia Preti

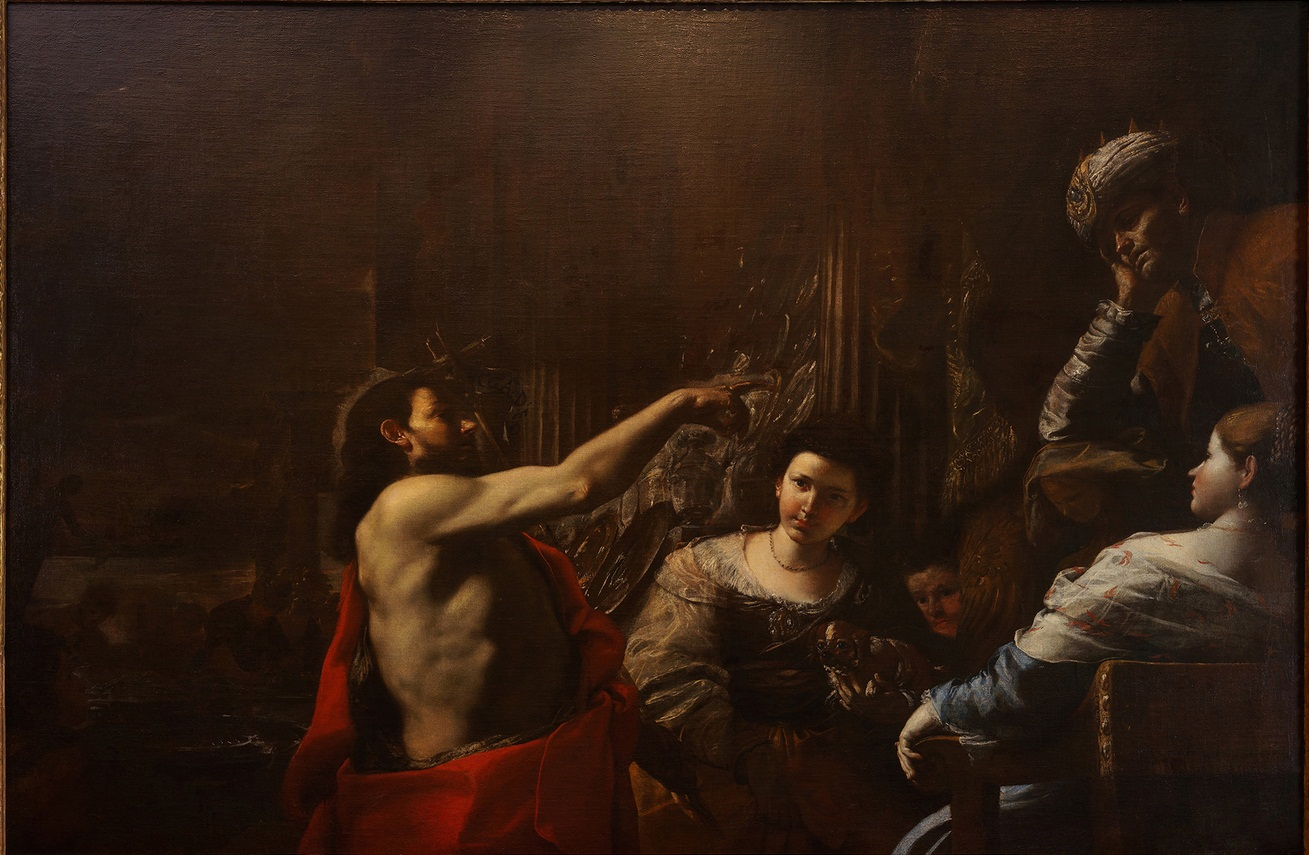
San Giovanni Battista che rimprovera Erode, Mattia Preti

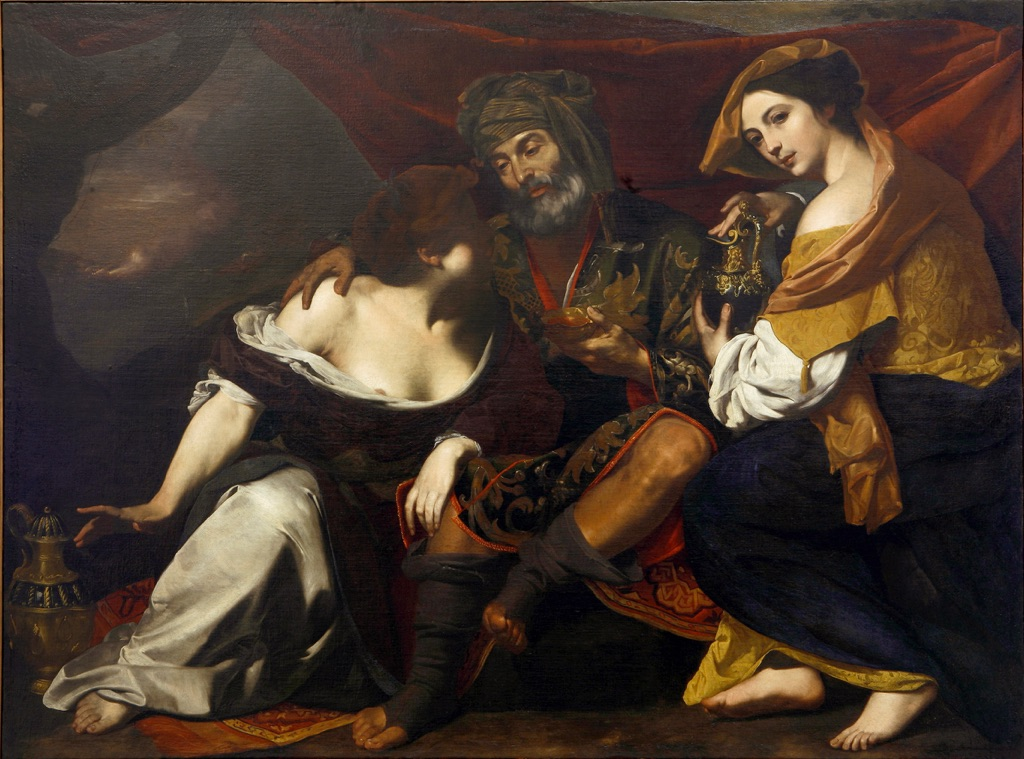
Lot e le figlie, Massimo Stanzione

- Francesco Albani, Madonna col Bambino in gloria con i santi Andrea, Pietro, Paolo e Francesco d'Assisi, olio su tela, 322×201 cm, 1630-1650, sacrestia della basilica dell'Incoronata Madre del Buon Consiglio, Napoli
- Caravaggio (attribuito a), Cristo nell'orto, olio su tela, 142×218,5 cm, collezione privata, Roma (identificazione ancora controversa)[24][25]
- Annibale Carracci, Scena comica con bambino in maschera, olio su tela, 90,2×69,8 cm, 1582-1585 circa, collezione privata, in prestito al Fitzwilliam Museum, Cambridge[30]
- Diana De Rosa, Sant'Agata, olio su tela, 60×52 cm, 1630-1640, collezione privata[31]
- Aniello Falcone, Riposo durante la fuga in Egitto, olio su tela, Museo diocesano, Napoli, già in collezione Roomer
- Luca Giordano, Apollo e Marsia, olio su tela, 1660, collezione privata[27]
- Luca Giordano, Nascita di Venere, olio su tela, 174×314 cm, Museée Vivant Denon, Chalon-sur-Saône
- Luca Giordano, Riposo durante la fuga in Egitto, olio su tela, 177,5×285,5 cm, 1660 circa, Museum of Art, Toledo (Ohio)
- Luca Giordano, Miracolo del serpente di bronzo, olio su tela, 181×301 cm, collezione privata Giacometti Old Maister Paintings[30]
- Luca Giordano, Cristo nel deserto, olio su tela, 182×288 cm, collezione privata[32]
- Luca Giordano, Piscina probatica, olio su tavola, 96×87 cm, 1653, Pinacoteca Nazionale, Atene
- Guercino, Cristo e la samaritana al pozzo, olio su tela, 116×156 cm, 1640-1641, Museo Thyssen-Bornemisza, Madrid
- L'Orbetto, Banchetto di Erode, olio su tela, 110×135 cm, inizi del XVII secolo, collezione privata
- Nicolas Poussin, Riposo durante la fuga in Egitto, olio su tela, 76,2×63,5 cm, 1627 circa, Metropolitan Museum of Art, New York, già in collezione Roomer[23]
- Mattia Preti, Banchetto di Erode, olio su tela, 1656-1661, Museum of Art, Toledo (Ohio)
- Mattia Preti, Crocifissione di san Pietro, olio su tela, 194,5×194,3 cm, 1656-1659, Barber Institute of Fine Arts, Birmingham, già in collezione Roomer
- Mattia Preti, Decollazione del Battista, olio su tela, 184×263 cm, 1656 circa, collezione privata
- Mattia Preti, Martirio di san Bartolomeo, olio su tela, 1650 circa, Currier Museum of Art, Manchester (New Hampshire)
- Mattia Preti, Martirio di san Paolo, olio su tela, 179,5×187,3 cm, Museum of Fine Arts, Houston, già in collezione Roomer
- Mattia Preti, Nozze di Cana, olio su tela, 203×226 cm, 1655, National Gallery, Londra,[33] già in collezione Roomer
- Mattia Preti, Resurrezione di Lazzaro, olio su tela, 202×260 cm, 1650-1659, Galleria nazionale d'arte antica di Palazzo Barberini, Roma
- Mattia Preti, San Giovanni Battista che rimprovera Erode, olio su tela, 176,5×256,5 cm, 1665 circa, collezione privata americana
- Jusepe de Ribera, Sileno ebbro, olio su tela, 185×229 cm, 1626 circa, Museo di Capodimonte, Napoli, già in collezione Roomer
- Jusepe de Ribera, San Girolamo, olio su tela, 78×64 cm, 1644, collezione privata[34]
- Salvator Rosa, Paesaggi con uomini in armi, olio su tela ovale, 76,2×99 cm, 1655-1660, County Museum of Art, Los Angeles
- Salvator Rosa, Paesaggi con uomini in armi, olio su tela ovale, 76,2×99 cm, 1655-1660, County Museum of Art, Los Angeles
- Peter Paul Rubens, Banchetto di Erode, olio su tela, 208×264 cm, 1600-1640, National Galleries of Scotland, Edimburgo, già in collezione Roomer
- Johann Heinrich Schönfeld, Adorazione del vitello d'oro, 75×53,5 cm, Braith Mali Museum, Biberach
- Johann Heinrich Schönfeld, Ecce Homo, olio su tela, 151×206 cm, 1645-1646, Bayerische Staatsgemäldesammlungen, Monaco di Baviera[35]
- Johann Heinrich Schönfeld, Nozze di Cana, olio su tela, 151×206 cm, Muzeul National Brukenthal, Sibiu[35]
- Massimo Stanzione, Sacrificio di Mosè, olio su tela, 288×225 cm, 1628-1630, Museo di Capodimonte, Napoli, già in collezione Roomer
- Massimo Stanzione, Lot e le figlie, olio su tela, 148×203 cm, XVII secolo, Galleria nazionale, Cosenza
- Cornelis de Wael, Veduta della costiera con vascelli olandesi, olio su tela, 107×156 cm, 1627-1631, collezione privata

## Elenco delle opere non identificate (non completo)
Di seguito un elenco delle opere catalogate da Luca Giordano nel suo inventario del 1688, con anche il riporto del valore stimato del dipinto, che tuttavia non sono state identificate in nessuna delle tele oggi note riguardanti gli autori interessati.
Francesco Albani
- Carità[32]
- Fede[32]

Jacopo Bassano
- Incoronazione di spine[36]

Paris Bordon
- Banchetto di Erode[37]

Abraham Brueghel
- Natura morta con frutti e fiori[38]

Caravaggio
- Flagellazione di Cristo[39]
- Incoronazione di spine[39]

Annibale Carracci
- San Sebastiano[30]
- Paesaggio con figure e lago[35]

Bernardo Cavallino
- Santa Margherita e il drago[40]

Jacques Courtois
- Quattro scene di Battaglie[41]

Aniello Falcone
- Battaglia[38]
- Battaglia[38]

Giacomo Farelli
- Fuga in Egitto[30]
- Strage degli innocenti[42]

Orazio Gentileschi
- Giuditta e Oloferne[38]

Luca Giordano
- Crocifissione di sant'Andrea[43]
- Venere e Diana[30]

Grechetto
- Paesaggio con animali[35]

Guercino
- Cleopatra e il serpente[44]
- San Pietro in carcere[45]

Jacopo Palma
- Apollo e Marsia[30]

Paolo Porpora
- Natura morta con fiori e frutta[35]
- Natura morta con fiori e frutta[37]

Nicolas Poussin
- Poesia in tre figure
- Sant'Agata[38]
- Baccanale[46]
- Scena con putti[47]

Mattia Preti
- Ricco Epulone[48]
- Giobbe nel letamaio[49]
- Predica nel deserto[50]
- Cristo e l'adultera[51]

Jusepe de Ribera
- San Paolo[52]
- San Sebastiano curato dalle pie donne[30]

Salvator Rosa
- Paesaggio[38]
- Paesaggio[38]
- Paesaggio[53]

Peter Paul Rubens
- Mosè con il serpente alla croce[54]

Giovan Battista Ruoppolo
- Natura morta con fiori e frutta[30]

Andrea Sacchi
- Madonna che lava i piedi a Gesù[30]

Carlo Sellitto
- Incoronazione di spine[34]

Tintoretto
- Pietà[30]

Tiziano
- Cristo portacroce[30]

Andrea Vaccaro
- Quattro tele con le Virtù[55]
- Decollazione del Battista[38]
- Nascita di Cristo[53]
- Vergine, Gesù, sant'Anna e san Giovanni[56]
- Natività di Cristo con pastori[38]
- Madonna del Rosario[38]
- Caino e Abele[57]
- Adorazione dei magi[38]

Antoon Van Dyck
- Ritratto di uomo con baffi[53]
- Ritratto[53]

Perin del Vaga
- Madonna col Bambino e san Giovannino[42]

Paolo Veronese
- Battesimo di san Giovanni Battista[30]

Cornelis de Wael
- Quattro scene di Battaglie[58]

## Albero genealogico degli eredi della collezione
Segue un sommario albero genealogico degli eredi della collezione Vandeneynden (o van den Eynde), dove sono evidenziati in grassetto gli esponenti della famiglia che hanno ereditato, custodito o che comunque sono risultati influenti nelle dinamiche inerenti alla collezione d'arte. Per semplicità, il cognome Vandeneynden viene abbreviato a "V.".
| | | | | | |
| | | Romhild V. (?-?) (sposato con Anna Pieters) | | | |
| | | | | | |
| | | | | | |
| | Ferdinand V. (1584-1630) (mercante attivo esclusivamente a Roma) | Ferdinand V. (1584-1630) (mercante attivo esclusivamente a Roma) | Jan V. (1590 ca.-1674) (sposato con Elisabetta Salvatore, fu mercante di stoffe e socio in affari di Gaspar Roomer, fu l'iniziatore della collezione con opere fiamminghe e per lo più classiciste di ambito romano)                                                                                                | Jan V. (1590 ca.-1674) (sposato con Elisabetta Salvatore, fu mercante di stoffe e socio in affari di Gaspar Roomer, fu l'iniziatore della collezione con opere fiamminghe e per lo più classiciste di ambito romano) | |
| | | | | | |
| | | | | | |
| | | Ferdinando V. (?-1674) (sposato con Olinda Piccolomini, fu il principale contributore della collezione a cui aggiunse circa 70 quadri della collezione Roomer donati da Gaspar, tra cui il Banchetto di Erode di Rubens e il Sileno ebbro di Ribera; alla sua morte trasferì la collezione alle tre figlie femmine) | Ferdinando V. (?-1674) (sposato con Olinda Piccolomini, fu il principale contributore della collezione a cui aggiunse circa 70 quadri della collezione Roomer donati da Gaspar, tra cui il Banchetto di Erode di Rubens e il Sileno ebbro di Ribera; alla sua morte trasferì la collezione alle tre figlie femmine) | ...e altre tre sorelle | ...e altre tre sorelle |
| | | | | | |
| | | | | | |
| Giovanna V. (1672-1716) (ereditò circa metà collezione, tra cui il Sileno ebbro di Ribera, la Sacra Famiglia del Poussin e il Cristo nell'orto di Caravaggio, nonché il palazzo a via Toledo, che confluirono in dote al marito Giuliano Colonna, I principe di Sonnino) | Giovanna V. (1672-1716) (ereditò circa metà collezione, tra cui il Sileno ebbro di Ribera, la Sacra Famiglia del Poussin e il Cristo nell'orto di Caravaggio, nonché il palazzo a via Toledo, che confluirono in dote al marito Giuliano Colonna, I principe di Sonnino) | Elisabetta V. (1674-1743) (ereditò circa metà collezione, tra cui il Banchetto di Erode di Rubens, e la villa al Vomero, che confluirono in dote al marito Carlo Carafa, III principe di Belvedere) | Elisabetta V. (1674-1743) (ereditò circa metà collezione, tra cui il Banchetto di Erode di Rubens, e la villa al Vomero, che confluirono in dote al marito Carlo Carafa, III principe di Belvedere) | Caterina V. (?-?) (ereditò una piccola parte della collezione, la quale, affetta da un'infermità mentale che la portò a una prematura scomparsa nei primi anni del Settecento, fu ridistribuita tra le due sorelle)  | Caterina V. (?-?) (ereditò una piccola parte della collezione, la quale, affetta da un'infermità mentale che la portò a una prematura scomparsa nei primi anni del Settecento, fu ridistribuita tra le due sorelle) |